# Sulcophanaeus carnifex
Sulcophanaeus carnifex är en skalbaggsart som beskrevs av Carl von Linné 1758. Sulcophanaeus carnifex ingår i släktet Sulcophanaeus och familjen bladhorningar. Inga underarter finns listade i Catalogue of Life.